# 韓學信
韓學信（1558年—？），字復之，號淳寰，山東東昌府平山衛人，軍籍，明朝政治人物。

## 生平
萬曆七年（1579年）己卯科山東鄉試第十九名，萬曆十四年（1586年）丙戌科會試一百八十一名，登二甲第一名。户部观政，本年六月授任中書舍人。十九年八月擢吏科给事中，二十年四月升刑科右给事中，本年同考會試，尋改工科左给事，二十年巡视太仓银库。二十一年升刑科都给事中，本年养病归乡，丁艱。二十六年补工科都给事中。二十七年升河南右参政，备兵大名，二十八年十一月晉山西按察使，管理紫荆关，三十二年加升右布政使兼副使、易州兵备道。三十三年，予致仕。

## 家族
曾祖韓澄；祖父韓鑄，曾任訓導；父韓文簡。前母趙氏；母王氏。慈侍下。